# Pollenza
Pollenza est une commune italienne d'environ 6 410 habitants, située dans la province de Macerata, dans la région Marches, en Italie centrale.

## Géographie
Pollenza est située au centre de la province de Macerata, à la frontière-est de sa capitale. Le centre historique repose sur une colline de 341 m. s.l.m. au centre de deux vallées, au nord celle de la rivière Potenza, au sud celle de la rivière Chienti. La présence des deux fleuves a permis dès l’antiquité le développement de l'agriculture et le transit de marchandises et de peuples, rendant la zone relativement habitée et riche.

## Histoire
Les premières traces humaines apparaissent au VIIIe siècle av. J.-C., époque à laquelle remonte une vaste nécropole rivetée à Monte Franco, au nord du village[4]. Il ressort des écrits de Tite-Live, Strabon, Pline l’Ancien, Pline le Jeune et Suétone, une petite ville nommée Pollentia ou Pneuentia décrite comme l’un des principaux centres du Picenum situés le long de l’Itinerarium Antonin. De la ville romaine, on ne connaît cependant pas son emplacement exact ; il y eut certainement une vie florissante à l’époque républicaine pour être ensuite éclipsée par la voisine Urbs Salvia à l’époque impériale. Son nom pourrait dériver du verbe latin pollere et de la divinité Pollentia, symbole de vitalité et de force.

## Monuments et patrimoine

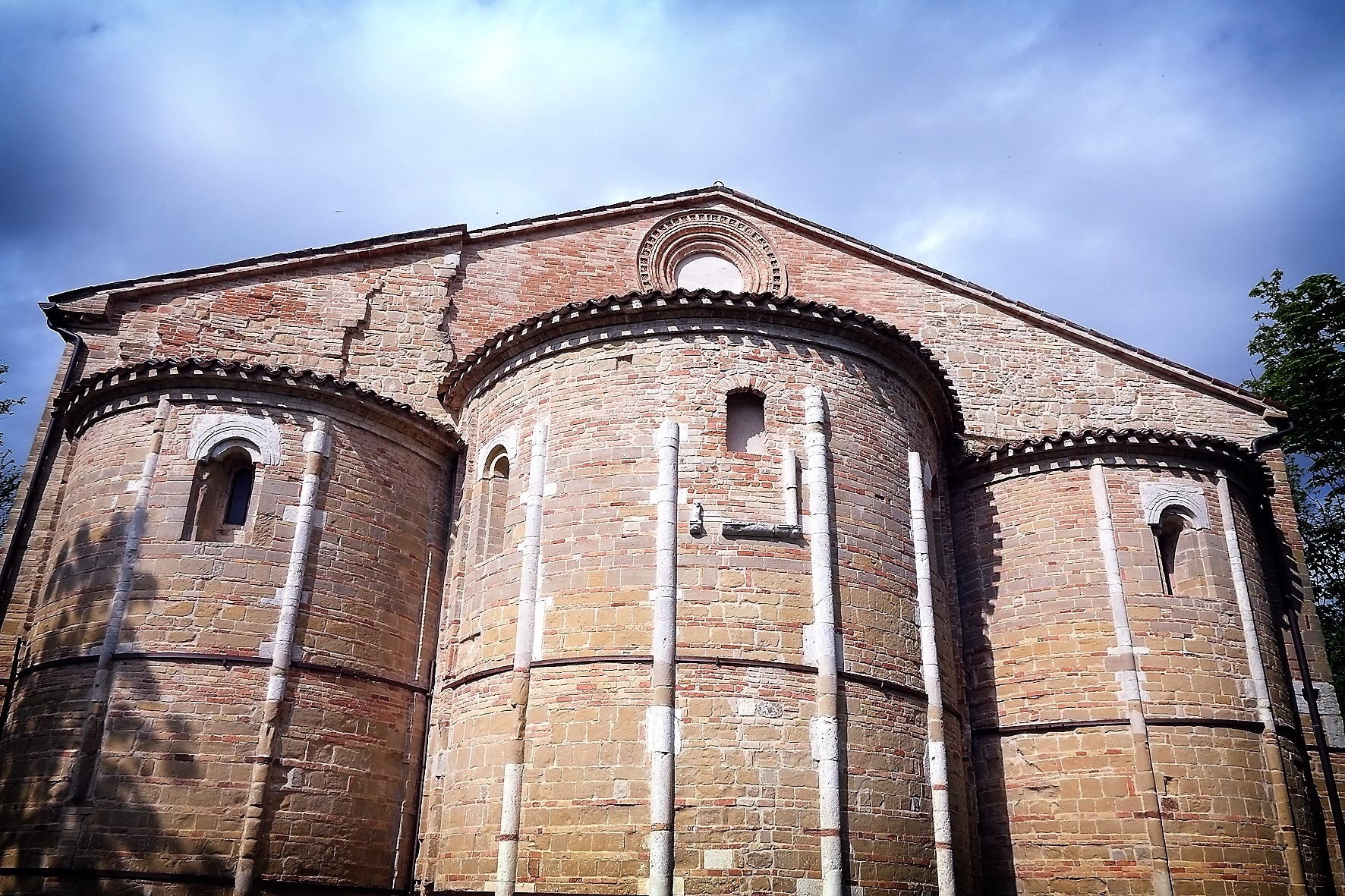
Abbaye romane de Rambona

Abbaye romane de Rambona (IXe – XIe siècle). Voir : http://www.cartacanta.org/pollenza/rambona/

## Administration
| Période                                  | Période | Identité | Étiquette | Qualité |
| ---------------------------------------- | ------- | -------- | --------- | ------- |
|                                          |         |          |           |         |
| Les données manquantes sont à compléter. |         |          |           |         |

### Communes limitrophes
Macerata, San Severino Marche, Tolentino, Treia